# Natália Constâncio
Natália Constâncio é uma escritora e investigadora portuguesa, doutorada em Estudos Portugueses pela Faculdade de Ciências Sociais e Humanas da Universidade NOVA de Lisboa. Sua tese de doutorado, concluída em 2012, aborda a obra do escritor Mário de Carvalho, com foco em temas como subversão e paródia. Ao longo de sua carreira, Constâncio publicou diversos estudos literários, especialmente sobre a obra de Mário de Carvalho, além de trabalhos voltados para a literatura infantojuvenil e histórica.
Entre suas obras destacam-se os romances "Romance de Dom Dinis" e **"O Homem que Vivia Dentro dos Sonhos, além de livros como A Súplica de D. Pedro" e "Inês, a Fada-Boneca", publicados sob o pseudônimo Dulcineia. Constâncio também se dedica à publicação de folhetos de cordel e participa de projetos de pesquisa literária, como o "Atlas das Paisagens Literárias de Portugal Continental".
Atualmente, ela é docente nos ensinos básico e secundário, além de investigadora no *Instituto de Estudos de Literatura e Tradição (IELT)*, onde coordena projetos relacionados à literatura e ao espaço urbano.